# Usodno vino
Usodno vino je slovenska serija, ki se v izvirniku imenuje Búrlivé víno in je bila posneta po slovaškem originalu. V času predvajanja je bila serija na sporedu ob ponedeljkih in od srede do petka ob 21.00/21.30 uri (1. sezona), od ponedeljka do četrtka ob 20.00 (2. sezona), in od ponedeljka do petka ob 20. uri (3. in 4. sezona) na POP TV. Usodno vino, ki sicer po številu epizod sodi med telenovele, je moderna priredba zgodbe o Romeu in Juliji, torej o dveh sprtih družinah in o enem zaljubljenem paru iz njih. Serija je zelo priljubljena predvsem v Sloveniji. Serijo so s četrto sezono zaključili 2017.

## Vsebina
Zgodba je postavljena v istrsko vasico Pomjan. V seriji se bosta za svojo ljubezen borila Nina Dolinar in Martin Rozman. Zaljubila sta se na prvi pogled, a prihajata iz različnih, med seboj sprtih vinogradniških družin Dolinar in Rozman. Slednji so poslovno zelo uspešni vinarji, Dolinarjevi pa odlični vinarji, a na robu stečaja. Nina izve, da Martin prihaja iz vinogradniške družine Rozman, s katero so Dolinarjevi na smrt sprti. Ivan Dolinar je namreč prepričan, da je Martinov oče Stane Rozman kriv za smrt njegove žene, zato te ljubezni pod nobenim pogojem ne odobrava. A tukaj se šele začnejo porajati ljubezni, sestavljati zgodbe, razkrivati skrivnosti in plesti spletke ...

## Predvajanje serije
| Sezona | Sezona | Epizode | Začetek            | Konec             |
| ------ | ------ | ------- | ------------------ | ----------------- |
|        | 1      | 63      | 2. september 2015  | 18. december 2015 |
|        | 2      | 61      | 10. februar 2016   | 24. maj 2016      |
|        | 3      | 59      | 26. september 2016 | 15. december 2016 |
|        | 4      | 100     | 23. januar 2017    | 22. junij 2017    |

#### Predvajanje ponovitev
| Sezona | Sezona | Epizode | Začetek            | Konec              |
| ------ | ------ | ------- | ------------------ | ------------------ |
|        | 1      | 63      | 3. januar 2018     | 30. marec 2018     |
|        | 2      | 61      | 2. april 2018      | 25. junij 2018     |
|        | 3      | 59      | 26. junij 2018     | 14. september 2018 |
|        | 4      | 100     | 17. september 2018 | 18. februar 2019   |

## Igralci
| Igralec/-ka                          | Vloga                                                                            | Sezona               |
| ------------------------------------ | -------------------------------------------------------------------------------- | -------------------- |
| Družina Dolinar/Hrovat               |                                                                                  |                      |
| Inja Zalta                           | Nina Dolinar, vinarka, glavna vloga                                              | 1,2,3,4              |
| Zvone Hribar                         | Ivan Dolinar                                                                     | 1, 2 (do 5.dela)     |
| Iztok Valič                          | Ivan Dolinar                                                                     | 2 (od 6. dela), 3, 4 |
| Tjaša Železnik                       | Eva Dolinar, Ivanova hči                                                         | 1,2,3,4              |
| Gregor Gruden                        | Simon Dolinar, Ivanov sin                                                        | 1,2,3,4              |
| Enja Grad                            | Lara Recer, Evina hči                                                            | 1,2,3,4              |
| ???                                  | Sabina Recer, Evin in Robijev dojenček                                           | 2,3,4                |
| Janez Hočevar                        | Matteo Rugani, Ivanov zet                                                        | 1,2,3,4              |
| Nina Ivanič                          | Ines Hrovat, Ivanova bivša žena                                                  | 1,2,3,4              |
| Ana Ruter                            | Maja Hrovat, Inesina sestra                                                      | 2,3,4                |
| ???                                  | Adam Dolinar, Ivanov in Inesin dojenček                                          | 2,3,4                |
| Tomo Tomšič                          | Brane Vrbnik, Majin fant, farmacevt                                              | 2,3,4                |
| nobody                               | Nejc Rozman                                                                      | 4                    |
| Družina Rozman                       |                                                                                  |                      |
| Klemen Janežič                       | Martin Rozman, zdravnik, Ninin mož                                               | 1,2,3,4              |
| Iztok Jereb                          | Stane Rozman                                                                     | 1 - 2 †              |
| Judita Zidar                         | Vera Rozman, Stanetova žena                                                      | 1,2,3,4              |
| Aljaž Jovanović                      | Peter Rozman, vinar                                                              | 1,2,3,4              |
| Nina Ivanišin                        | Daša Smolej, bivša žena Petra Rozmana, punca Simona Dolinarja                    | 1,2,3,4              |
| Matic Jamar                          | Jakob Rozman, Dašin in Petrov sin                                                | 1,2,3,4              |
| Teja Glažar                          | Ana Rozman, Stanetova mama                                                       | 1,2,3,4              |
| Brane Grubar                         | Gregor Miklavčič, oče Vere Rozman                                                | 2,3,4                |
| Družina Petrič                       |                                                                                  |                      |
| Jernej Kuntner                       | Matjaž Petrič, Dorin očim, bivši župan, sekretar na ministrstvu                  | 1,2,3,4              |
| Darja Reichman                       | Violeta Petrič, Matjaževa žena                                                   | 1,2,3,4              |
| Miha Rodman                          | Jure Petrič, vaški "playboy"                                                     | 1                    |
| Mojca Funkl                          | Dora Ocepek, Martinova sestrična, Ninina prijateljica, Igorjeva žena             | 1,2,3,4              |
| Jožef Ropoša                         | Slavko Bučar, dr. med., Dorin očim                                               | 1,2,3,4              |
| Jan Bučar                            | Igor Ocepek, kletar                                                              | 1,2,3,4              |
| vloge, ki tudi vplivajo na dogajanje |                                                                                  |                      |
| Saša Pavlin Stošić                   | Karin Rihter, bivša zaročenka Martina Rozmana, bivša punca Matjaža Petriča       | 1,2,3,4              |
| Aljaž Tepina                         | Roman Srebotnik, agent Karin, novi župan                                         | 1,2,3,4              |
| Marinka Štern                        | Neža Fažon, medicinska sestra, podpornica Matjaža Petriča                        | 1,2,3,4              |
| Rok Kunaver                          | André Simoné, francoski vinar                                                    | 1,2,3,4              |
| Andrej Nahtigal                      | Edi Ban, biološki oče Dore Ocepek, Tiborja Tišiča in Maksimilijana Zorca, tajkun | 1 - 4 †              |
| Jure Kopušar                         | Vasja Horžen, vodja delavcev v vinarstvu Dolinar                                 | 1,2,3,4              |
| Rok Matek                            | Robi Recer, oče Lare in Sabine, Evin bivši mož, bivši zapornik                   | 1,2,4                |
| Ludvik Bagari                        | Tibor Tišič, tajkun in poslovnež, bivši zapornik                                 | 1,2,4                |
| Anja Drnovšek                        | primarijka Rebeka Kern, dr. med.                                                 | 2,3,4                |
| Domen Valič                          | Erik Habijan, krizni manager Dolinarjevih                                        | 3,4                  |
| Matevž Müller                        | Klemen Mišič, nekdanji narkoman                                                  | 2,3,4                |
| Jože Hrovat                          | policijski inšpektor Žigon                                                       | 2,3,4                |
| Urška Hlebec                         | Lidija Remec, zaposlena v Vinarstvu Dolinar                                      | 1                    |
| Valter Dragan                        | policijski inšpektor Mohar                                                       | 1                    |
| Bernarda Oman                        | Jolanda Rihter, Karinina mati                                                    | 1                    |
| Ajda Toman                           | Dr. Alja Kovač, dr. med.                                                         | 1, 2                 |
| Sabina Kogovšek                      | Ljubica Lokar, mama Lane Lokar, sovražnica Rebeke                                | 2, 3                 |
| Ana Lu Lamut                         | Lana Lokar                                                                       | 2, 3                 |
| Barbara Vidovič                      | medicinska sestra Ida Lah                                                        | 2,3,4                |
| Karin Komljanec                      | medicinska sestra Miša                                                           | 2,3                  |
| Gaber K. Trseglav                    | Drago Škerjanec, dr. med.                                                        | 2,3,4                |
| Tone Kuntner                         | profesor Jožef Kern, Rebekin oče                                                 | 3 - 4 †              |
| Primož Vrhovec                       | Branetov zdravnik                                                                | 4                    |
| Ana Maria Mitič                      | Medicinska sestra                                                                | 4                    |
| Tilen Kožamelj                       | Mitja, delavec v Vinarstvu Dolinar                                               | 3 (27. del)          |
| Matej Zemljič                        | prodajalec na avto-sejmu                                                         | 3 (35-37. del)       |
| Lucio Slama                          | pijani Italijan, lastnik ladje Carmen                                            | 3                    |
| Ana Urbanc                           | Darja Horžen, Vasjeva žena                                                       | 4                    |
|                                      |                                                                                  |                      |
| Žiga Udir                            | policist Orehek                                                                  | 2,3,4                |
| Saša Klančnik                        | Hren, odvetnik Dolinarjevih                                                      | 1                    |
| Josip Drabik                         | Robijev odvetnik                                                                 | 1                    |
| Urška Koželj                         | natakarica                                                                       | 1, 2                 |
| Sabina Pečnik                        | natakarica                                                                       | 2 (7. del)           |
| Boris Kerč                           | Vinko                                                                            | 1                    |
| Urška Taufer                         | Petra, Juretova bivša žena                                                       | 1                    |
| Anže Mežan                           | zdravnik                                                                         | 1                    |
| Aida Kralj                           | delavka v arhivu                                                                 | 1                    |
| Jasmina Podgoršek                    | Jasmina, prijateljica od Šantal, Erikova enodnevna kurtizana                     | 4 (en del)           |
| Lara Jankovič                        | seksualna terapevtka Šantal                                                      | 4                    |
| Jernej Čampelj                       | Goran Košir, delavec v Vinarstvu Dolinar                                         | 4                    |
| Aleš Kranjec                         | natakar v restavraciji                                                           | 3, 4                 |
| Jože Kranjc                          | Marcel Kralj                                                                     | 4                    |
| Peter Teichmeister                   | Tine Obran, mafijec                                                              | 4                    |
| Marko Skok                           | Marko Obran, kirurg                                                              | 4                    |
| Konrad Pižorn                        | Bruno, škof                                                                      | 1                    |
| Vladimir Vaškalić                    | Karl, šef Karin                                                                  | 1                    |
| Tina Lipovec                         | Monika, natakarica                                                               | 1,3,4                |
| Pavle Ravnohrib                      | Maksimiljan Zorc                                                                 | 4                    |
| Nina Skrbinšek                       | Elizabeta, Zorčeva gospodinja                                                    | 4                    |
| Milan Štefe                          | Matej Potokar, Inesin odvetnik                                                   | 4                    |
| Maša Kagao Knez                      | Ajša                                                                             | 1, 2                 |
| Shadu Odhiambo Lisec                 | Kofi                                                                             | 1, 2                 |
| Jošt Pengov Taraniš                  | moški iz begunskega taborišča                                                    | 1                    |
| Manca Ogorevc                        | Sanja Bučar, bivša žena zdravnika Slavka Bučarja                                 | 2                    |
| Aleš Valič                           | Gérard Simonet, oče Andrea Simonetta                                             | 2 †                  |
| Primož Ekart                         | Filip, Dašin bivši fant, pravnik                                                 | 2                    |
| Barbara Medvešček                    | medicinska sestra Alenka                                                         | 2                    |
| Matej Recer                          | zdravnik Viktor Jurič, dr. med.                                                  | 2                    |
| Ivica Knez                           | gospod Janc, matičar                                                             | 2 (18. del)          |
| Rok Skubic                           | Patrik, Larin soplesalec                                                         | 4                    |
| Gorazd Jakomini                      | Hojan Babič, televizijski producent, voditelj kviza Zlato zrno                   | 4                    |
| Mirjam Korbar                        | Silvija, Branetova mama                                                          | 3, 4                 |
| Andrei Lenart                        | Bizjak                                                                           | 2                    |
| Ljerka Belak                         | Cvetka, lastnica doma upokojencev                                                | 3                    |
| Branden Garrett                      | dr. Jamnik, androlog                                                             | 3                    |
| Maja Nemec                           | Bojana Košmrlj, učiteljica                                                       | 3,4                  |
| Alana Vrviščar                       | Vesna, Larina sošolka                                                            | 4                    |
| Vojko Zidar                          | vinar iz društva Vince                                                           | 4                    |
| Miha Nemec                           | vinar iz društva Vince                                                           | 4                    |
| Brane Šturbej                        | Jože Janežič, vinar iz društva Vince                                             | 4                    |
| Bojan Maroševič                      | zdravnik Jožeta Janežiča                                                         | 4                    |
| Matija Rozman                        | gospod Salvatorius, zdravilec s kamni                                            | 4                    |
| Sandi Sinanović                      | Viktor Mraz                                                                      | 2,4                  |
| Voranc Boh                           | Sašo, delavec v vinarstvu Dolinar                                                | 4                    |
| Tadej Pišek                          | Alex, prijatelj Erika Habijana                                                   | 3,4                  |
| Renato Jenček                        | psiholog za spolne zlorabe dr. Rotar                                             | 4                    |
| Tanja Dimitrievska                   | gospa Oman, sanitarna inšpektorica                                               | 4                    |
| Iztok Drabik Jug                     | duhovnik                                                                         | 1, 2                 |
| Dejan Pevčević                       | kupec vin                                                                        | 1                    |
| Miša Stanko                          | medicinska sestra, Silvijina prijateljica                                        | 4                    |

### Igralci iz Usodnega vina inReke ljubezni
| Igralec/-ka     | Vlogi                                                                           | Sezoni             |
| --------------- | ------------------------------------------------------------------------------- | ------------------ |
| Tadej Pišek     | Alex, prijatelj Erika Habijana/Rok Slak, mizar                                  | 4/1,2,3            |
| Voranc Boh      | Delavec Sašo/Blaž Slak, mizar, Rokov mlajši brat                                | 4/1,2,3            |
| Bernarda Oman   | Jolanda, mati Karin/Vida Slak (Zalar), dolgo pogrešana mama Roka in Blaža       | 1/1 (75. del), 2,3 |
| Urška Taufer    | Petra, ljubimka Jureta/Maja Rot, Irenina polsestra                              | 1/2                |
| Branko Šturbej  | Jože Janežič, pacient/Bojan Medved, lastnik žage                                | 4/1, 2,3           |
| Mojca Funkl     | Dora Petrič-Ocepek (Ban), zdravnica/Sonja Medved, Bojanova žena                 | 1,2,3,4/1,2,3      |
| Blaž Valič      | detektiv/Janez Smole, gasilec, član društva Vulkanček                           | 4/1,2,3            |
| Teja Glažar     | Babica Ana Rozman/Angelca Božič, lastnica penziona                              | 1,2,3,4/1,2,3      |
| Marinka Štern   | Neža Fažon, mafijska podpornica/Tereza Božič, lastnica penziona, kuharica       | 1,2,3,4/1,2,3      |
| Aleš Valič      | Gérard Simoné, francoski vinar/Uroš Lekić, direktor Leksla                      | 2 (umrl)/1, 2, 3   |
| Ana Urbanc      | Darja Horžen, žena Vasje Horžen/Valentina Lekić, Uroševa hči                    | 4/1, 2, 3          |
| Jožef Ropoša    | Dr. med. Slavko Bučar/Jože Pirc, ribiški čuvaj                                  | 1,2,3,4/1,2,3      |
| Ludvik Bagari   | Tibor Tišič, mafijec/Tomaž Molek, ribič                                         | 1,2,4/1,2,3        |
| Renato Jenček   | psiholog dr. Rotar/Franc Vesel, veterinar in živinozdravnik                     | 4/1, 2,3           |
| Gregor Gruden   | Simon Dolinar, tritagonist/Gašper Novak, kriminalicistični inšpektor            | 1,2,3,4/1, 2,3     |
| Nina Ivanič Rep | Ines Hrovat, bivša žena vinarja Ivana Dolinarja/Mojca Vesel, veterinarjeva žena | 1,2,3,4/1,2,3      |
| Anja Drnovšek   | Dr. Rebeka Kern, medicinska sestra/Nataša Zupan, Blaževa pokojna zaročenka      | 2,3,4/1, 2 (umrla) |
| Domen Valič     | Erik Habijan, Ninin bivši ljubimec/Mark Sotlar, igralec in režiser              | 3,4/ 2,3           |
| Maja Nemec      | Profesorica Bojana Košmrlj/Odvetnica Mateja                                     | 3, 4/2 (54. del)   |
| Sabina Kogovšek | Ljubica Lokan, sovražnica Rebeke/zdravnica                                      | 2,3/2              |
| Bojan Maroševič | zdravnik/Alojz Gornik                                                           | 4/3                |

## Spremembe skozi sezone
| Sezona | Liki | Nina Dolinar | Martin Rozman | Ivan Dolinar | Ines Hrovat | Eva Recer    | Robi Recer | Andrè Simonè | Tibor Tišič                 | Maja Hrovat  | Rebeka Kern       | Erik Habjan | Lara Recer   | Maksimiljan Zorc | Glavni liki skozi celo serijo                                               |
| ------ | --- | ------------ | ------------- | ------------ | ----------- | ------------ | ---------- | ------------ | --------------------------- | ------------ | ----------------- | ----------- | ------------ | ---------------- | --------------------------------------------------------------------------- |
| 1      | - Nina Dolinar - Martin Rozman - Ivan Dolinar - Eva Recer - Simon Dolinar - Robi Recer - Tibor Tišič - Ines Hrovat - Andrè Simonè                    | Glavni lik   | Glavni lik    | Glavni lik   | Glavni lik  | Glavni lik   | Glavni lik | Glavni lik   | Glavni lik                  | ‡            | ‡                 | ‡           | Stranski lik |                  | - Nina Dolinar - Martin Rozman - Simon Dolinar - Ivan Dolinar - Ines Hrovat |
| 2      | - Nina Dolinar - Martin Rozman - Andrè Simonè - Ivan Dolinar - Ines Dolinar - Simon Dolinar - Robi Recer - Maja Hrovat                               | Glavni lik   | Glavni lik    | Glavni lik   | Glavni lik  | Stranski lik | Glavni lik | Glavni lik   | Stranski lik/Glavni zlobnež | Glavni lik   | Stranska zlobnica | ‡           | Stranski lik |                  | - Nina Dolinar - Martin Rozman - Simon Dolinar - Ivan Dolinar - Ines Hrovat |
| 3      | - Nina Dolinar - Martin Rozman - Rebeka Kern - Ivan Dolinar - Simon Dolinar - Ines Dolinar - Erik Habjan - Maja Hrovat                               | Glavni lik   | Glavni lik    | Glavni lik   | Glavni lik  | Stranski lik | ‡          | Stranski lik | ‡                           | Glavni lik   | Glavni lik        | Glavni lik  | Stranski lik |                  | - Nina Dolinar - Martin Rozman - Simon Dolinar - Ivan Dolinar - Ines Hrovat |
| 4      | - Nina Dolinar - Martin Rozman - Erik Habjan - Rebeka Kern - Simon Dolinar - Ivan Dolinar - Lara Recer - Robi Recer - Ines Hrovat - Maksimiljan Zorc | Glavni lik   | Glavni lik    | Glavni lik   | Glavni lik  | Stranski lik | Glavni lik | Manjši lik   | Stranski lik/Glavni zlobnež | Stranski lik | Glavni lik        | Glavni lik  | Glavni lik   |                  | - Nina Dolinar - Martin Rozman - Simon Dolinar - Ivan Dolinar - Ines Hrovat |

| Sezona | Dni                                      | Ura   | Epizode |
| ------ | ---------------------------------------- | ----- | ------- |
| 1      | ponedeljek, sreda, četrtek, petek        | 21.00 | 63      |
| 1      | ponedeljek, sreda, četrtek, petek        | 21.30 | 63      |
| 1      | ponedeljek, torek, sreda, četrtek, petek |       | 63      |
| 2      | ponedeljek, torek, sreda, četrtek        | 20.00 | 61      |
| 3      | ponedeljek, torek, sreda, četrtek, petek | 20.00 | 59      |
| 4      | ponedeljek, torek, sreda, četrtek, petek | 20.00 | 100     |

## Gledanost
Prva sezona je imela v starostni skupini 18−54 let rating 7,1, tretja pa 8,8.  Zadnji del je bil posnet 10.5.2017, s čimer se je Usodno vino tudi končalo 22. junija 2017